# نادي وحدت
نادي وحدت لكرة القدم (بالفارسية: باشگاه فوتبال وحدت) ، هي نادي رياضي إيراني لكرة القدم، أسست عام 1936م، وتقع مقرها في العاصمة الإيرانية طهران ، لعبت في الدوري الإيراني لكرة القدم في فترة الثمانينات من القرن العشرين (عقد 1980).

## مصدر
1. ↑  روزنامه اعتماد86/2/20: داستان تيم هاي يک شبه در فوتبال ايران نسخة محفوظة 10 نوفمبر 2013 على موقع واي باك مشين.